# وزارة شؤون الإعلام (البحرين)
وزارة شؤون الإعلام هي وزارة الإعلام في مملكة البحرين.

## التاريخ والسيرة
تم تشكيلها في يوليو 2010 بمرسوم من الملك حمد فصل من خلاله وزارة الثقافة والإعلام. يتم تعيين رئيس وزارة شؤون الإعلام مباشرة من قبل الملك برتبة وزير في حكومة البحرين.
في 6 ديسمبر 2014 تم تعيين عيسى الحمادي وزيرا لشئون الإعلام خلفا لسميرة بن رجب 
- وفي 4 مارس 2016 تم تعيين علي بن محمد الرميحي وزيرا لشئون الإعلام خلفا لعيسى الحمادي

قبل إنشاء وزارة شئون الإعلام في عام 2010 كانت آخر وزيرة لوزارة الإعلام هي مي بنت محمد آل خليفة.
مسؤوليات الوزارة حسب ما يلي:
- السيطرة على وكالة أنباء البحرين وهيئة إذاعة وتلفزيون البحرين.
- تنظيم الصحافة والمطبوعات في البلاد.
- الناطق الرسمي لحكومة البحرين.

## احتجاجات 2011
في عام 2011 تعرضت وزارة شؤون الإعلام لانتقادات لطريقة تعاملها مع احتجاجات 2011. وفقا لتقرير صدر في نوفمبر 2011 من قبل اللجنة البحرينية المستقلة لتقصي الحقائق:
انتقدت منظمة مؤشر على الرقابة الوزارة أيضا بسبب محاولاتها تبرير الرقابة الإعلامية في البحرين.